# Citromlepke
A citromlepke (Gonepteryx rhamni) a rovarok (Insecta) osztályának lepkék (Lepidoptera) rendjébe, ezen belül a fehérlepkék (Pieridae) családjába tartozó faj.
2013-ban Magyarországon az év rovarának választották.

## Előfordulása
A citromlepke szinte egész Európában előfordul, északra Dél-Skandináviáig, valamint a mérsékelt övi ázsiai területeken az Usszuriig. Északnyugat-Afrikában is megtalálható. Az első tavaszi lepkék egyike. Élőhelyének pusztítása veszélyezteti a fajt.

## Alfaja
- Gonepteryx rhamni maxima

## Megjelenése
A citromlepke szárnyának fesztávolsága legfeljebb 57 milliméter. A hím szárnyának felső oldala ragyogó élénksárga. Az első szárnyon jellegzetes bemélyedések vannak, a hátsó szárnya enyhén cakkozott. A nőstény szárnyának felső oldala sárgásfehér, ezért röptében gyakran összetévesztik a káposztalepkével. Mindkét nem szárnyának közepén narancsszínű folt található. A kifejlett rovar szájszerve szívó, a hernyóé rágó. A hernyó zöld, középen kissé megvastagodott, oldalán fehér csíkkal.

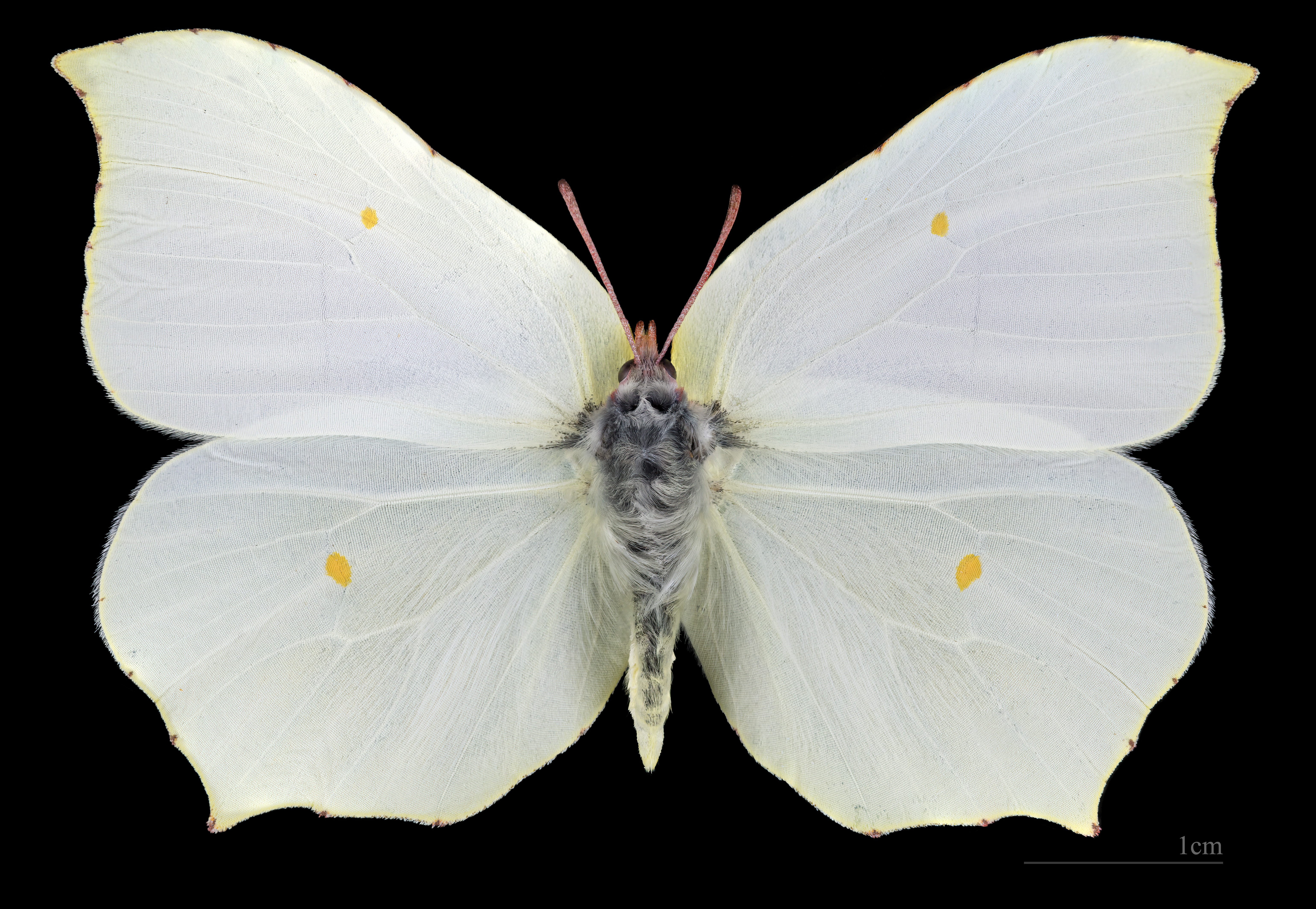
Gonepteryx rhamni ♀
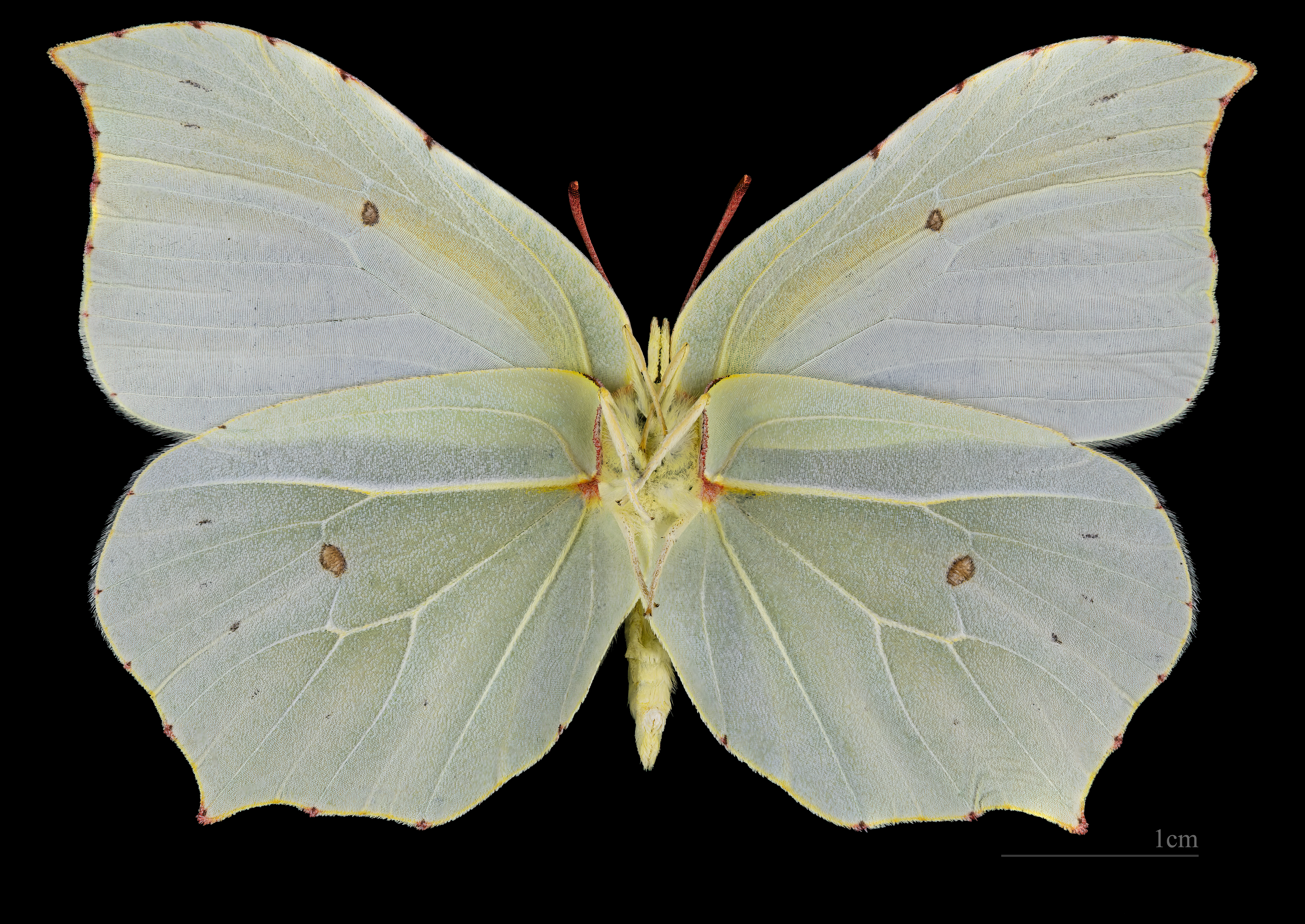
Gonepteryx rhamni ♀ △

## Életmódja, élőhelye
A citromlepke elsősorban a napfényes erdők lakója, de mivel jól repül, ligetekben, réteken, fenyéreken, kertekben és más kultúrterületeken is találkozhatunk vele, a hegységekben 2000 méterig.
A lepke többnyire egyedül repül szép időben. Az imágó nektárt és szerves anyagok nedvét fogyasztja, a hernyó varjútövis (Rhamnus cathartica), kutyabenge (Frangula alnus) és madárberkenye (Sorbus aucuparia) levelével táplálkozik. A lepke a kankalin (Primula sp.) virágába mélyeszti a szívókáját, hogy hozzájusson a nektárhoz. Ezzel virágport is felvesz, amit egy másik virágra juttatva segíti tápláléknövényének terjedését. Gyakran a borostyánban telel át, ahol jól elrejti világos sárgászöld alja és szárnyának kidomborodó erezete.

## Szaporodása
A párzási időszak északon kora tavasszal van, délen később. Északon két generációja fejlődik ki, délen három – az utolsó generációk csak a következő évben párzanak. A petéből 7-14 nap alatt fejlődik ki. A hernyóállapot 3-7 hétig, a bábállapot 12-15 napig tart. Az imágó 9 hónapig él; eközben áttelel. Az áttelelt egyedek már március elején megjelennek, sőt néha enyhe februári napokon is láthatók, és májusig repülnek. Az új nemzedék júniustól októberig repül.

## Rokon fajok
Legközelebbi rokona a dél-európai kleopátralepke (Gonepteryx cleopatra).

## Képek

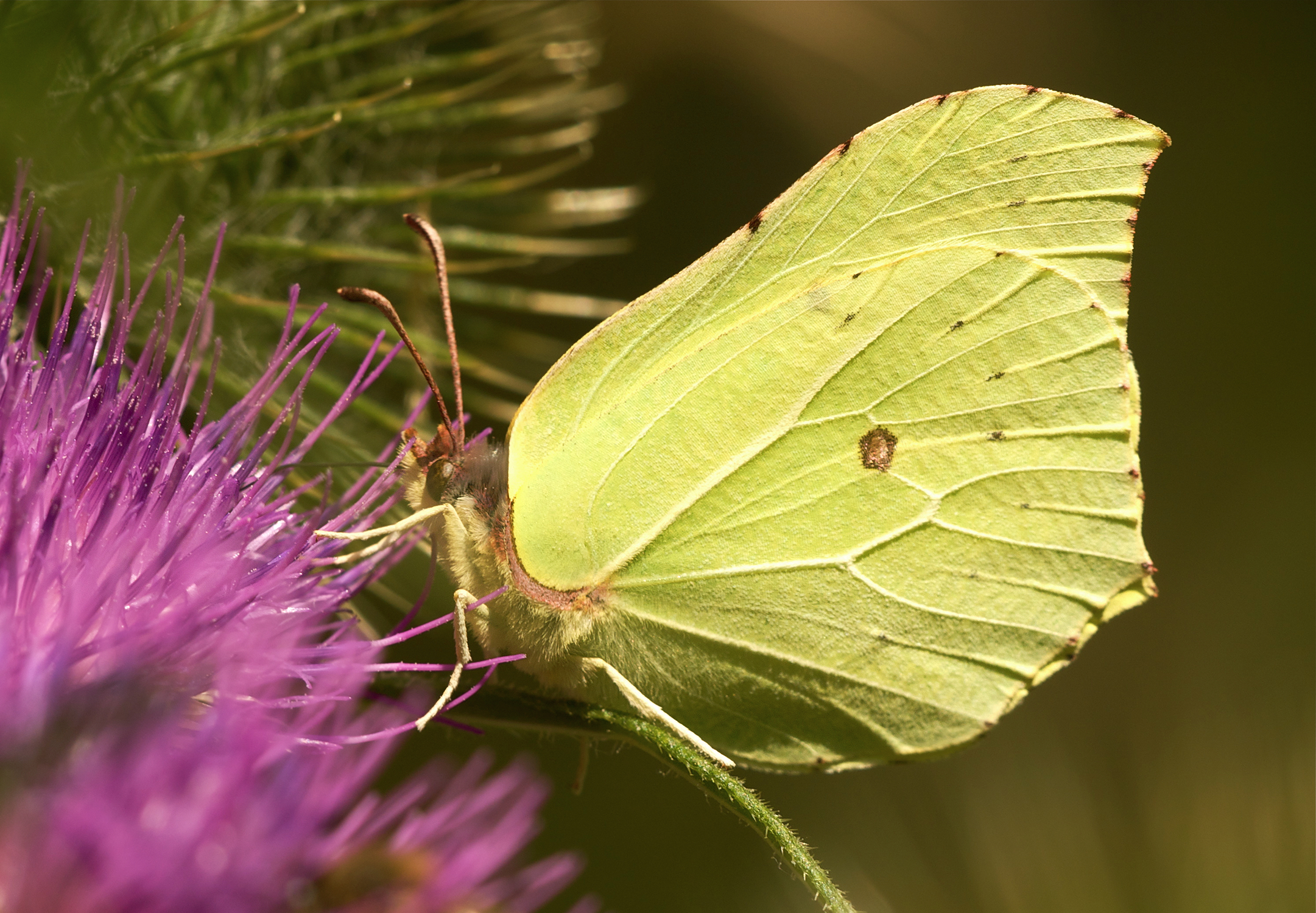
Hím
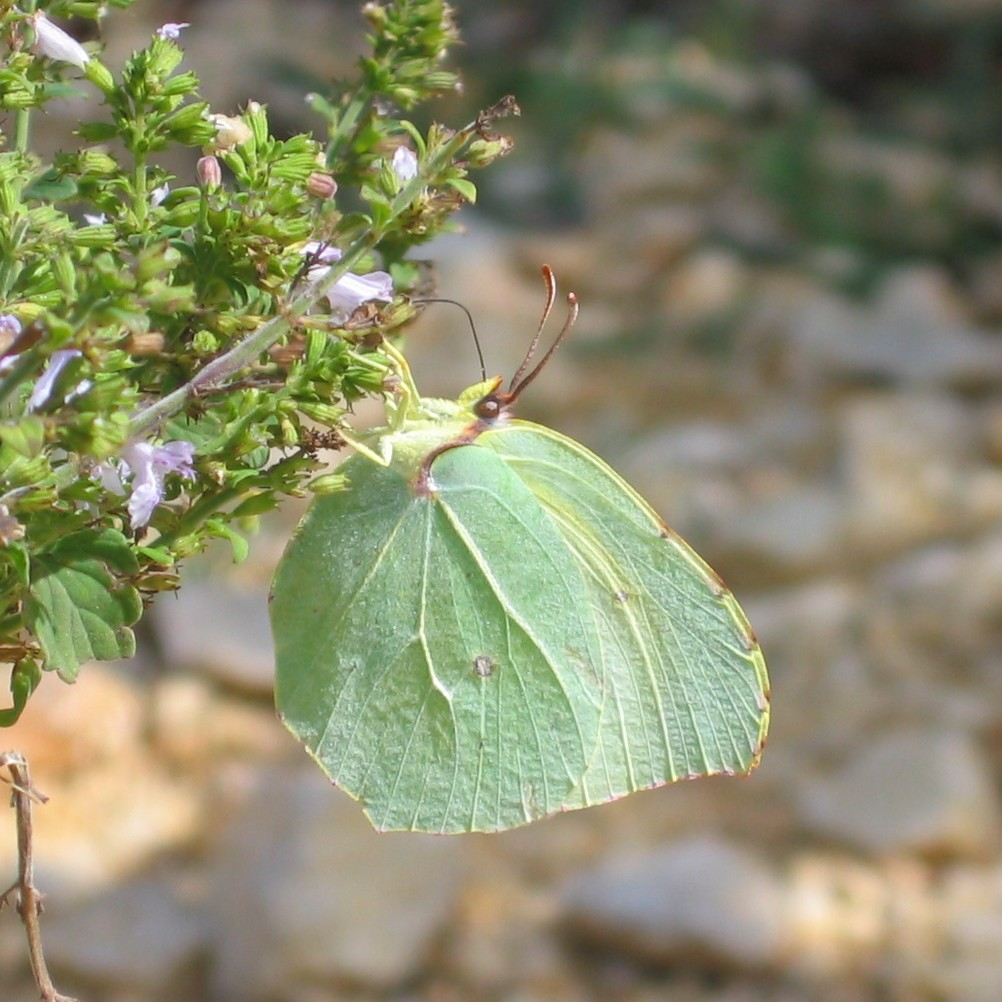
Nőstény
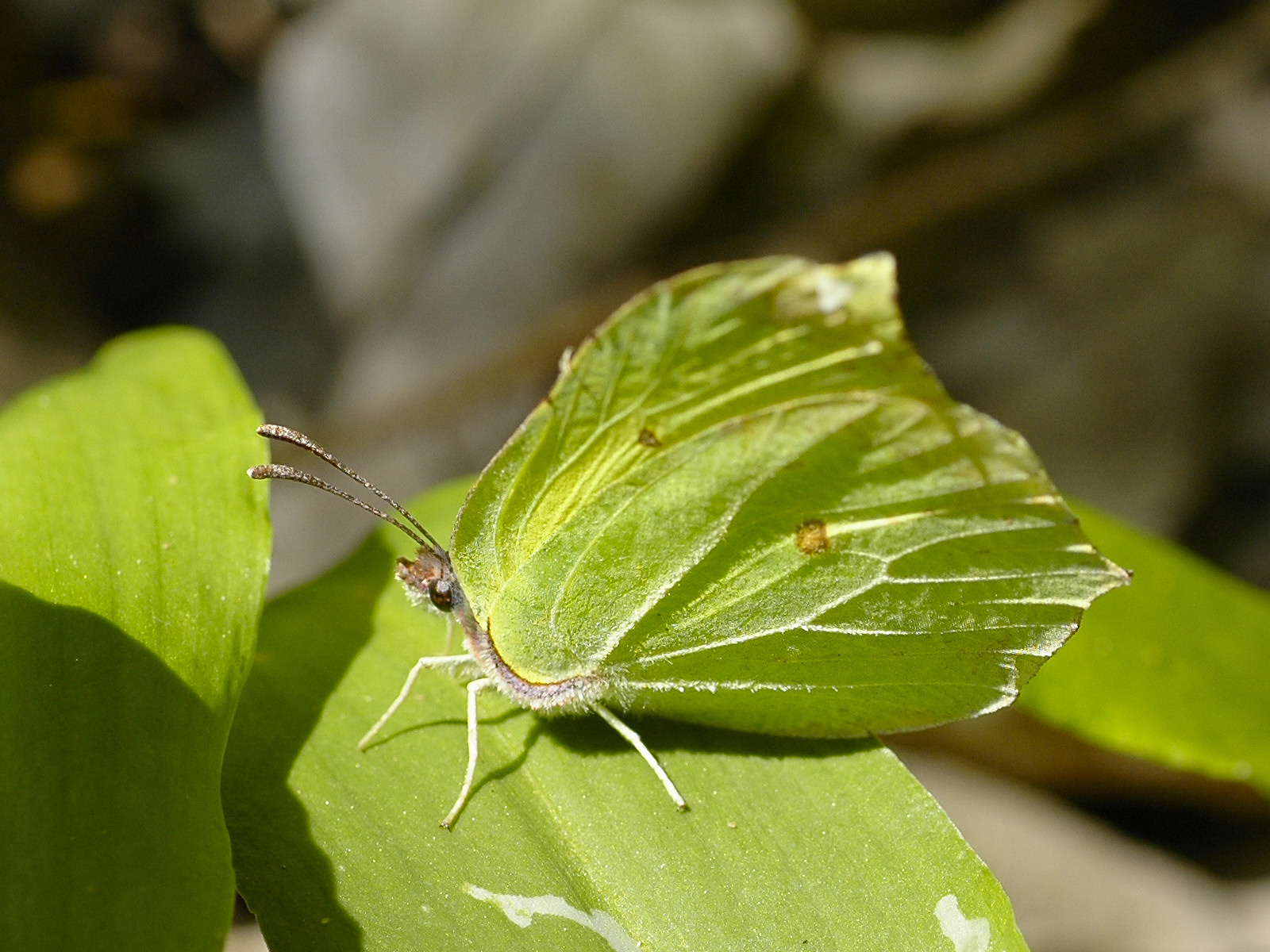
Összecsukott szárnnyal falevélhez hasonlít
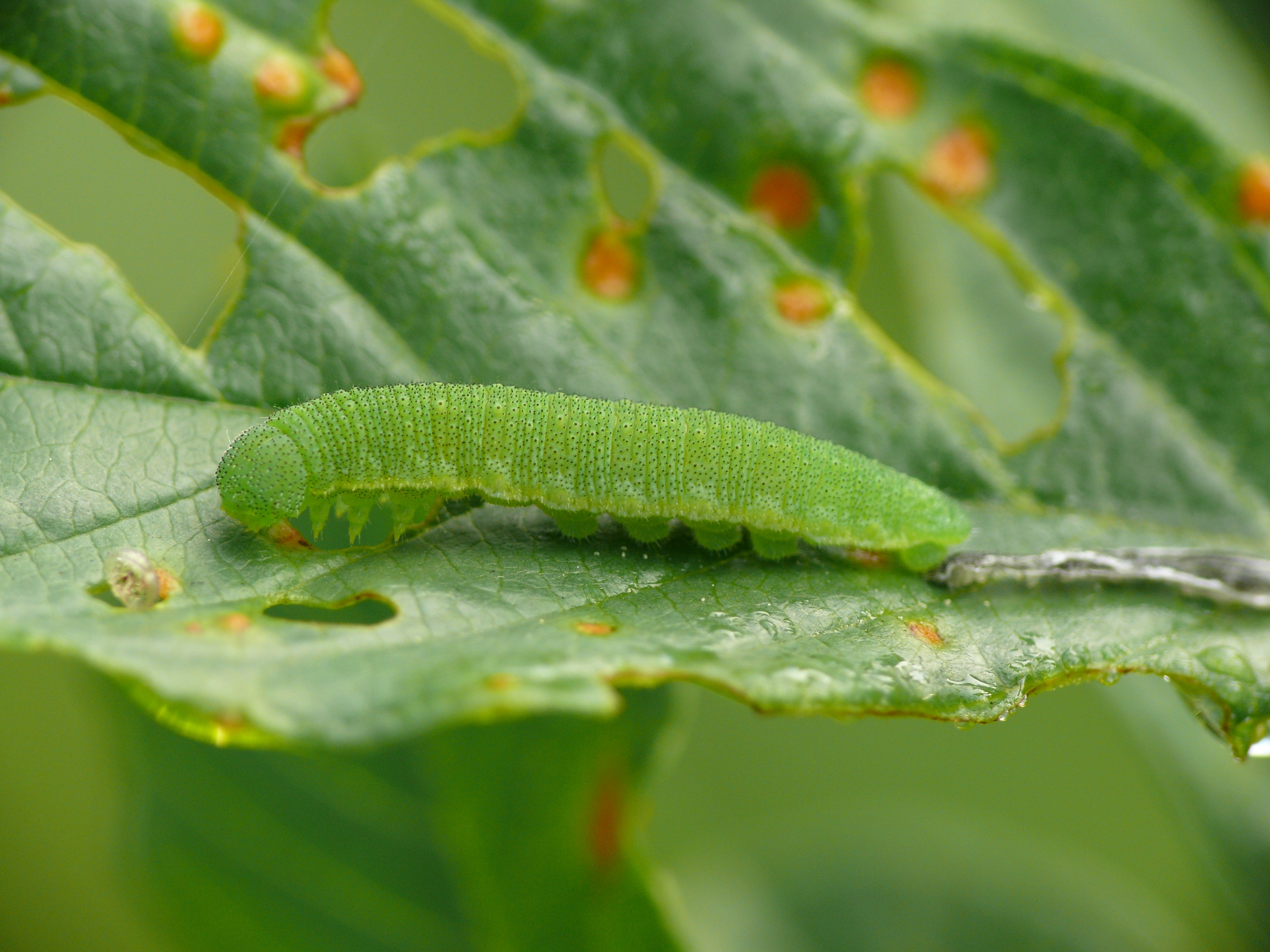
Hernyó
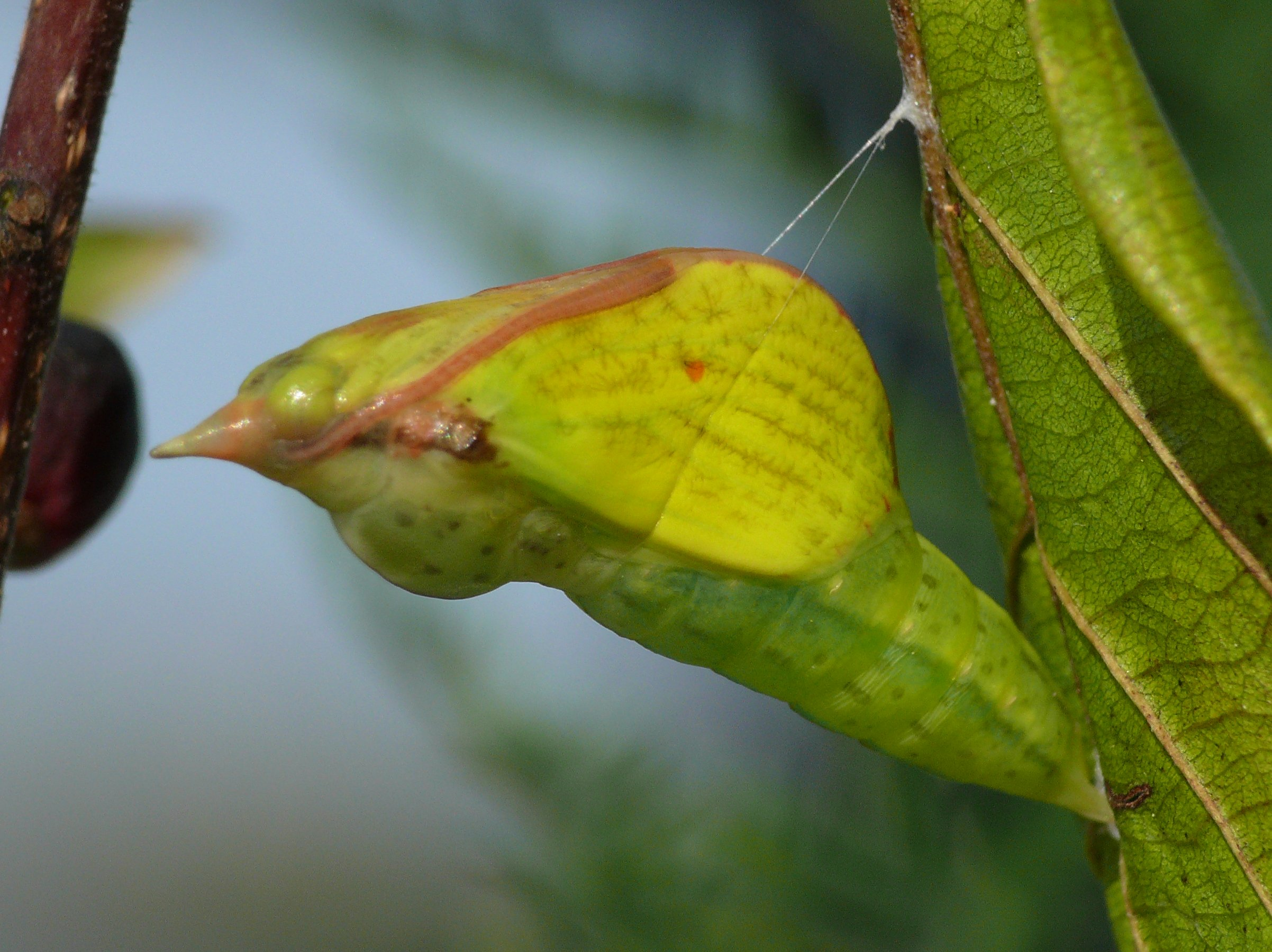
Báb